# Schloss Červená Lhota

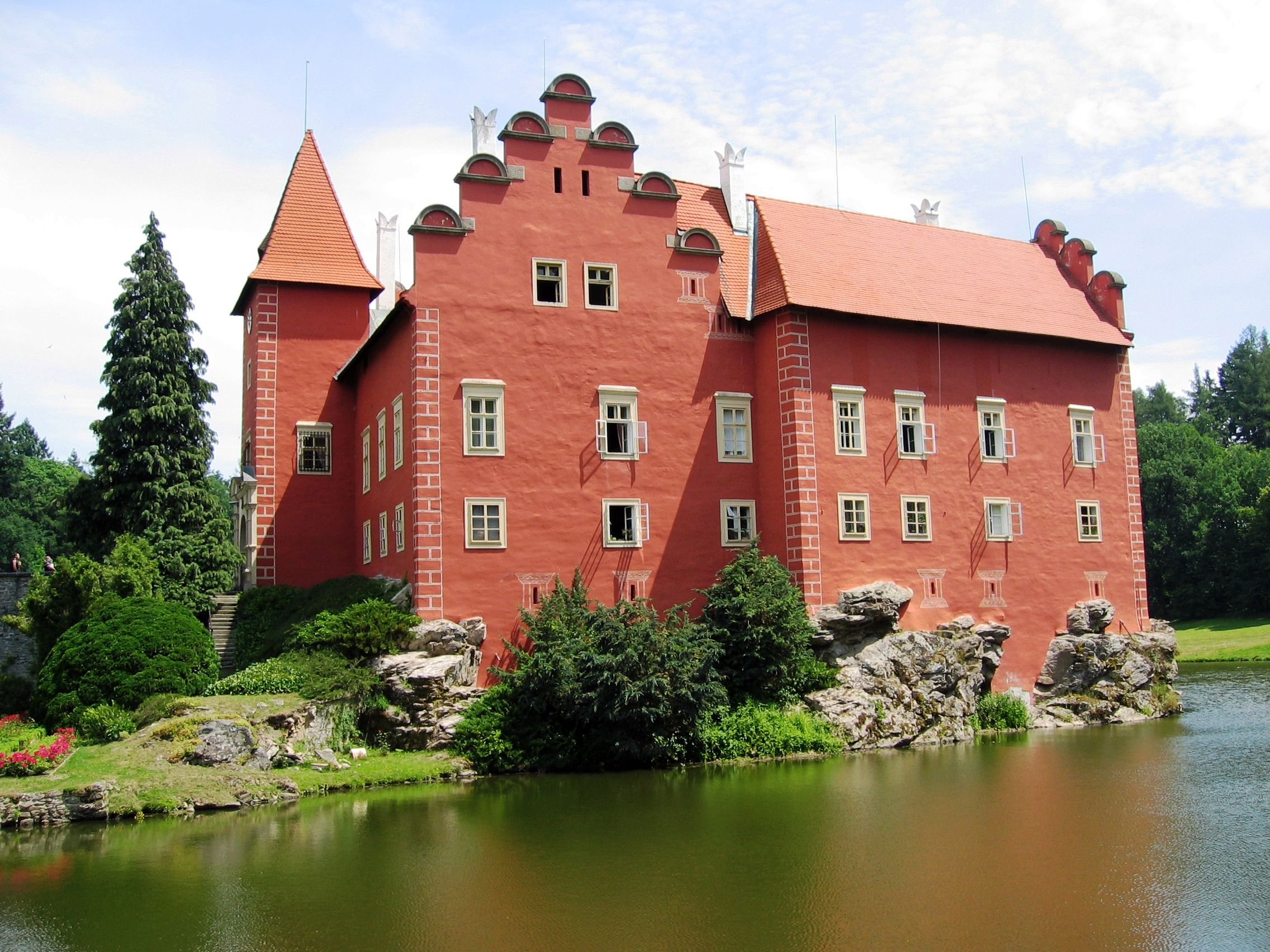
Schloss Červená Lhota

Das Schloss Červená Lhota (deutsch Rothlhotta) ist ein Renaissance-Wasserschloss im gleichnamigen Ortsteil von Pluhův Žďár in Südböhmen. Es befindet sich am Direnský potok inmitten eines künstlichen Teiches auf einem Fels, der durch den Anstieg des Wasserspiegels mittels Stauwehr zu einer Insel wurde.

## Geschichte
Aus den Vorhussitenzeiten fehlen schriftliche Quellen. Die erste schriftliche Erwähnung stammt aus dem Jahr 1465. Jan Kába z Rybňan erwarb 1530 die gotische Feste Nová Lhota und baute sie zu einem Schloss um. 1597 erwarb Wilhelm Ruth von Dírná Nová Lhota, Nový Dvor und die Häuser unterhalb von Jižná und Deštná sowie die Kirche der Hl. Dreifaltigkeit und errichtete die Herrschaft Nové Lhoty Červené, zu der auch die Städtchen Deštná und die Dörfer Dírná,
Březina und Višňová gehörten. Barbara Ruth verkaufte Dírná 1607 an Adam Wratislaw von Mitrowitz.

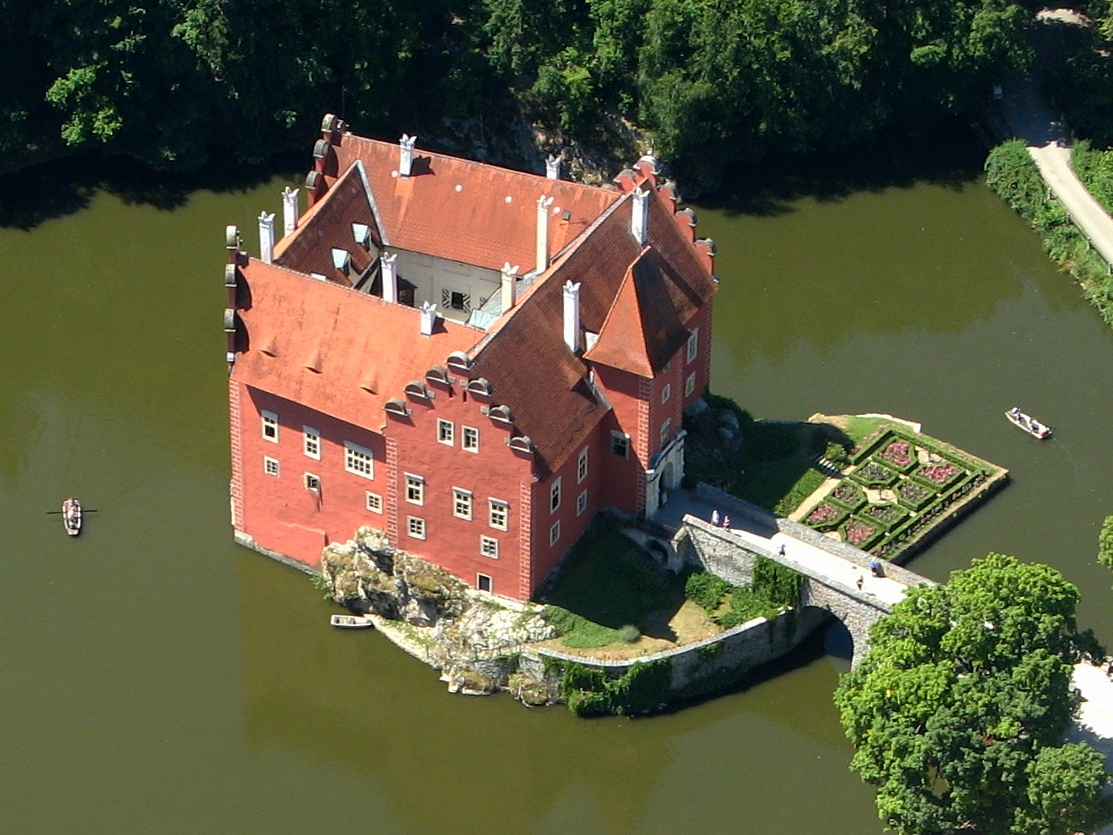
Luftaufnahme

Nach der Schlacht am Weißen Berg verloren die protestantischen Ruth von Dírná ihren Besitz und der kaiserliche Heerführer Balthasar de Maradas erhielt Červená Lhota. Maradas verkaufte die Herrschaft an den kaiserlichen Rittmeister und Garnisonskommandanten von Neuhaus, Antonio de Bruccio, der 1638 verstarb.
Nach dessen Tod wurde Lhota Eigentum der Slawata, der Herren von Jindřichův Hradec. Nach dem Tode von Ferdinand Wilhelm Slawata erlosch das Geschlecht 1693 im Mannesstamme. Seine Tochter Maria Theresia verkaufte die Herrschaft an Ernst Friedrich Graf zu Windisch-Graetz. 1755 erwarb Franz de Paula, Freiherr de Gudenus Červená Lhota. 1796 kaufte der schlesische Adlige Ignaz Freiherr von Stillfried die Herrschaft Červená Lhota sowie die Güter Chválkov und Hojovice. Stillfried lud ab 1796 den mittellosen und schwerkranken österreichischen Komponisten Carl Ditters von Dittersdorf zu sich ein, der auf dem zum Schloss gehörigen Neuhof seine letzten Lebensjahre verbrachte.

## Neuzeit

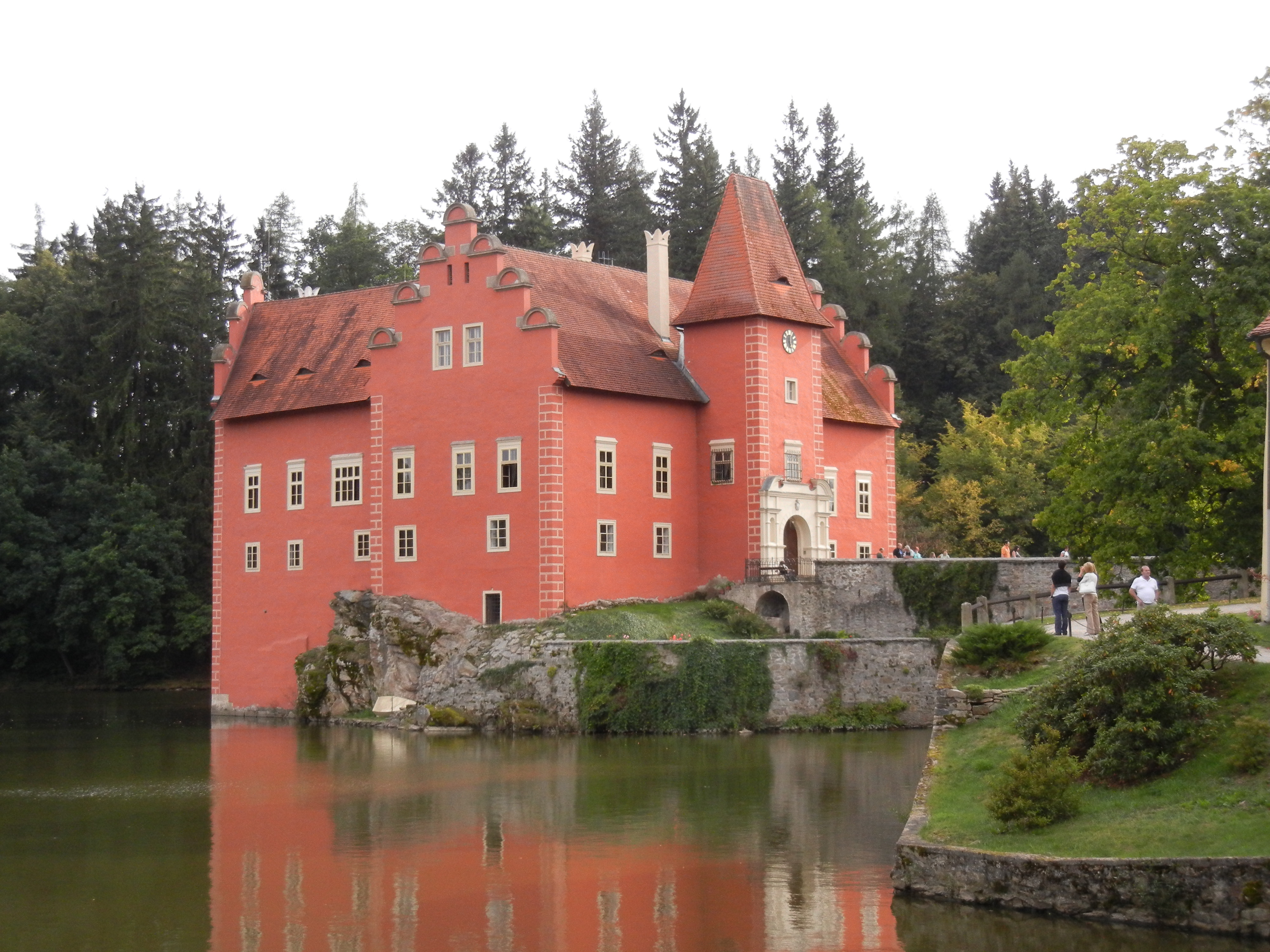

1807 erbte Moritz von Stillfried den Besitz. Er verkaufte die Herrschaft 1820 an Theresia Veith, geborene Neupauer. 1835 erwarb Heinrich Eduard Fürst von Schönburg-Hartenstein (1787–1872) Červená Lhota. Zunächst bauten die neuen Besitzer das Schloss um. Mitte des 19. Jahrhunderts wurde ein Schlossturm errichtet sowie die Giebel modifiziert, um sie an den damals gängigen neugotischen Stil anzupassen. Zwischen 1903 und 1913 wurden diese Umgestaltungen unter Johann Schönburg-Hartenstein entfernt. Er ließ das Schloss im Neorenaissance-Stil umbauen. Federführend war hierzu der Architekt Humbert Walcher von Molthein, ein Sohn des Diplomaten Leopold Walcher von Molthein, der dem Schloss seine heutige Form gab.
Bis 1945 befand sich das Schloss im Besitz der Schönburger. Nach dem Zweiten Weltkrieg wurde die fürstliche Familie enteignet und nach Österreich abgeschoben. Heute ist das Schloss als Museum zu besichtigen.

## Drehort
In dem Märchenfilm Die Prinzessin auf der Erbse von 1977 wohnt hier die übermütige Prinzessin, die den Schweinehirt verachtet.
1995 ist das Schloss in dem Märchenfilm Der Schlüssel zum Glück der Wohnsitz der Neuvermählten.